# Giovanna Borradori
Pour les articles homonymes, voir Borradori.
Giovanna Borradori, née à en 1963 à Milan en Italie, est une philosophe italienne enseignant au Vassar College.

## Publications
- Il Pensiero Post-Filosofico. Milan: Jaca Books, 1988
- Recoding Metaphysics: The New Italian Philosophy, edited by. Evanston, IL: Northwestern University Press, 1988
- The American Philosopher: Conversations with Quine, Davidson, Putnam, Nozick, Danto, Rorty, Cavell, MacIntyre, Kuhn. Chicago, IL: University of Chicago, 1994
- Le « Concept » du 11 septembre, Dialogues de Jürgen Habermas and Jacques Derrida. Chicago, IL: University of Chicago Press, 2003